# America Football Club

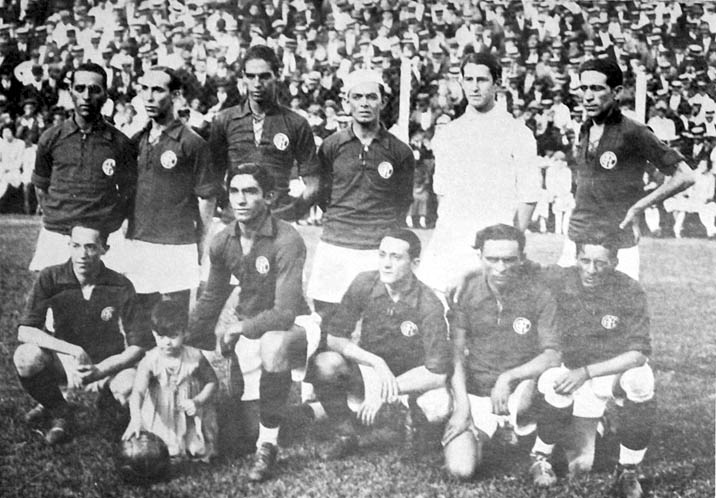
America FC, 1929.

El America Football Club, más conocido como America do Rio o America RJ, es un tradicional club de Río de Janeiro, Brasil. Fue, durante los primeros decenios del siglo XX, uno de los equipos brasileños más populares y aún hoy tiene una considerable hinchada en la ciudad de Río de Janeiro, sobre todo entre la gente de la tercera edad. Es considerado el «segundo club de todos los cariocas» gracias al aprecio de la mayoría de los hinchas de Flamengo, Fluminense, Botafogo y Vasco da Gama por él.
Según los estatutos del club el nombre de America Football Club se escribe sin acento, como en inglés, a diferencia de otros equipos con el mismo nombre el original de RJ no tiene acento.
Han jugado cerca de 4000 juegos en su historia. En América Latina sirvió como fuente de inspiración para la creación de otros clubes con el nombre América en Brasil y en el extranjero. Entre sus logros más importantes se destacan el Torneio dos Campeões en 1982, campeonato oficial organizado por la CBF que contó con la presencia de los clubes más grandes de Brasil, además de dos títulos de Supercampeón Río-São Paulo en 1917 y 1936; En el ranking Carioca, está en quinto lugar gracias a sus 7 títulos del Torneo Estadual y un total de 18 campeonatos estaduales oficiales. Entre 2012 y 2015 juega en la Serie B Carioca por lo que la temporada 2016 regresara a la máxima categoría de Río.

## Historia
Fue creado el 18 de septiembre de 1904, después de un desacuerdo entre los miembros del Tijuca Athletic Club, este se disolvió en 1904; un grupo formado por Alfredo Koehler, Jaime Faria Machado y Oswaldo Mohrstedt, comenzó a articular las bases de una nueva asociación. Después de haber asistido a la invitación de Oscar Cox a un juego de Fluminense, Mohrstedt no dudó en unirse para fundar un club de fútbol.
Sus primeros colores fueron en blanco y negro, sustituido en 1908 por la camisa roja actual y pantalón blanco. Los nuevos colores fueron escogidos en honor de la Asociación Athletica Mackenzie de Sao Paulo, a quien America RJ se había enfrentado en un partido de pretemporada.
El primer campo de América fue un terreno baldío perteneciente a Estrada de Ferro Rio D'Ouro, Rua Pedro Alves. El 12 de agosto de 1906, fueron trasladados a la calle St. Francis Xavier, 78. En este campo no tenía medidas mínimas de para disputar la primera categoría, tuvo que ser adecuado, en 1908 juega en el campo de Bangu, Rua Ferrer y en 1910 al de Fluminense, Rua Guanabara (actual Avenida Pinheiro Machado). En 1906 jugó en Segunda División, siendo el segundo puesto, ya partir de 1907 empezó a competir en el Campeonato Carioca.
En 1911, America finalmente consiguió un buen campo de fútbol en la calle Rua Campos Sales en Tijuca, tras la fusión con Haddock Lobo Fútbol Club, propietario del espacio. La unión mantuvo los colores del America, gracias a la astucia de sus dirigentes. Una vez que el Haddock Lobo entró en crisis financiera, la Junta Americana sugiere la fusión de los dos clubes de Tijuca. El nuevo club, de acuerdo con la propuesta original llamaría Haddock Lobo-America Football Club, esta fusión terminó por convertirse en la absorción del Haddock Lobo, por America. El 16 de noviembre de aquel año, el club rojo se convierte en el primer club de Río que visita Belo Horizonte, por invitación del Presidente del Estado de Minas Gerais, Bueno Brandão, perdiendo con Athletic Club Yale por 1-0.
El 18 de septiembre de 1913 America RJ jugó el primer partido internacional de su historia, siendo derrotado por la Selección Chilena 3-2.
El Diablo Carioca comenzó a afianzarse entre los grandes de Río de Janeiro en 1913, cuando ganó su primer Campeonato Carioca con 12 victorias y sólo tres derrotas, venciendo a São Cristóvão el 30 de noviembre por 1-0 con un gol de Gabriel de Carvalho a los 8 minutos de juego, después de haber terminado en el 4.º lugar del campeonato estatal en 1914 y 3.º en 1915, logra su segundo título carioca en 1916 en la penúltima fecha contra São Cristóvão en campo del oponente, logra vencerlo por 1-0 con un gol de Gabriel de Carvalho, como lo había hecho tres años antes.
Subcampeón de Río en 1921, perdiendo el título en juego extra de playoffs contra el Flamengo, reconquista el certamen en 1922 al ganar la penúltima ronda en São Cristóvão, ahora por 3 a 1 dejando el segundo lugar al Mengão. Con la conquista del Campeonato Carioca de 1922, Amarica RJ recibió el título honorífico de Campeón del Centenario de la Independencia de Brasil.
Volvió a ser campeón en 1928 ganando 13 juegos, empatando 4 y perdiendo apenas 1, en el último partido se impuso al Fluminense por 3-1 en el Estádio da rua Campos Sales. Al año siguiente realiza su primera gira internacional por canchas de la Argentina y Uruguay, perdiendo dos partidos contra la poderosa Selección Argentina (1-6 y 0-2), goleando a Ferrocarril por 5-1 y empató con un combinado Porteño 1-1. En Uruguay empató con Peñarol (1-1). A mediados de este año también había empatado 1-1 con Ferencváros T.C. el campeón húngaro.
El equipo rojo volvió a ser campeón en 1935, luego de un empate a 2 con Flamengo en el estadio Laranjeiras, finalizando el evento con 11 victorias, 2 empates y 2 derrotas, en esa temporada había sido finalista del Torneo Aberto, derrotando a Flamengo en la ronda semifinal, pero perdiendo el título ante Fluminense en la decisión. Sin embargo, en 1936 como campeón carioca disputó y ganó la Taça dos Campeões Estaduais torneo que confrontaba a los campeones de Río y Sao Paulo, el rival en aquella ocasión fue la Associação Portuguesa de Desportos obteniendo la Troféu Dr. Sérgio Meira; dos años después América y Vasco da Gama fueron protagonistas de un momento histórico del fútbol en Río de Janeiro, que hizo este clásico de fútbol, conocido como el Clásico de la Paz. En 1938 conquista el Torneio Extra, luego de empatar con Flamengo 2-2 en el campo de São Cristóvão, con goles de Laciniada y Gallego y para el equipo rojo. La campaña de América tuvo 4 victorias, 3 empates y una sola derrota, 17 goles a favor y 12 en contra.
El año 1945 comenzó con un recorrido largo y exitoso de América por los estados del Norte y Nordeste de Brasil con el equipo Dalmar; Osnir y Shout, Wilson, el general y Amaro, China, Álvaro, Maxwell, Lima y Esquerdinha. En una campaña de 46 partidos, con 28 victorias, 8 empates y 10 derrotas, 129 goles a favor, 74 en contra. Y cuando regresó a Río de Janeiro ganó el Torneo Relámpago superando a Vasco da Gama por 2-1 con dos goles de Maneco. tras 3 años sin título en 1949 se queda con el Torneo de Inicio al vencer a su clásico rival Bangu 1-0 en la final, con gol de penalti convertido por Hilton Viana. ese año emprendió una exitosa gira por Chile, donde derrotó a la Selección de fútbol de Chile en 2 oportunidades (2-0 y 3-2), o Everton de Viña del Mar por 2-1, empató con Unión Española 4-4 siendo derrotado por este mismo adversario por 2-1.
En 1951 los equipos ingleses Arsenal y Portsmouth visitan Brasil, jugando ambos contra America en el Maracana. El 27 de mayo America derrotó al Arsenal frente a 20.856 espectadores (14.574 pagantes), con goles de Dimas y Rubens, descontando Gudmursson para los ingleses. el 8 de junio vence a Portsmouth por 3-2, con goles de Rubens, Ranulfo y Dicknson, con Reid marcando el descuento para los ingleses ingleses ante 24.005 espectadores (17.864 pagantes). La temporada siguiente gana un nuevo título el Torneo Extra Carlos Martins da Rocha de nuevo contra Flamengo por 1 a 0 luego de 148 minutos de fútbol, pues el reglamento preveía que hubieran tantas prórrogas de 15 minutos como fueran necesarias hasta que algún equipo consiguiera la victoria.
En 1955, America inicia una gira por Europa, Jugando 18 partidos, ganando 13, empatando 3 y perdiendo 2; el club acabó exitosamente esta década ganando el Campeonato Carioca de 1960, derrotando a Fluminense en la final, con más de 100.000 personas en el Estadio Maracana; dos años más tarde obtiene un importante título internacional al quedarse con la International Soccer League II torneo disputado en Nueva York con la participaron 12 Clubes de diferentes países.
Luego de conquistar el título carioca en el último año de la década del 50, el América no logró un gran protagonismo en la década de 1960, el mayor logro de esta época fue obtenido el día 18 de octubre de 1961 cuando América conquistó el Zona Sul de la Taça Brasil, etapa regional sursudeste de aquel torneo venciendo a Palmeiras por 2 a 1 frente a cerca de 30.000 torcedores (19.130 pagantes), luego de haber empatado en la ida 1-1. Para llegar al título America paso también por encima de Fonseca Atlético Clube de Niterói (0-0 y 3-0) y del gran Cruzeiro (2-1 y 1-1). la década siguiente el Mecão no pudo reconquistar el Campeonato Carioca siendo la Taça Guanabara de 1974 el título más importante que obtuvo en aquellos años.
El 12 de junio de 1982, conquistó el Torneio dos Campeões, competición organizada por la CBF, contando con la presencia de los mejores clubes de Brasil, derrotando en la final a Guarani, por 2 a 1. Este año, America RJ también ganó la Taça Río, segunda fase del Campeonato estatal de Río de Janeiro al vencer a Fluminense la última fecha por 4-2; este fue el último título importante que ganó America en Brasil.
En el año 1987 cuando los principales clubes de fútbol del país organizaron un nuevo modelo de competición en el polémico episodio de la Copa União, a partir del cual solamente los equipos con mayores hinchadas del país fueron incluidos en la máxima competición. Equipos que tenían buenas participaciones en los torneos anteriores pero que no eran tan populares fueron excluidos. El "Mecão" terminó el campeonato brasileño de 1986 en la cuarta posición, pero con la reestructuración del torneo en 1987 fue descendido a la Serie B y nunca más volvió al torneo principal.
Después de muchos años difíciles en lo administrativo y lo deportivo empezó un proceso de recuperación del club comenzando en 2000 con la inauguración del estadio Giulite Coutinho y una gran recuperación financiera, fiscal y patrimonial. Este proceso dio como resultados la clasificación para las Copa de Brasil en 2004 y 2005.

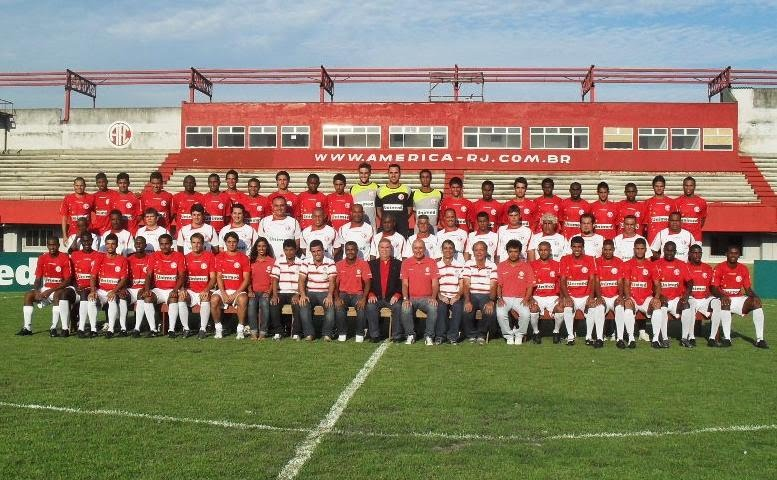
America RJ campeón de la Segunda División Carioca en 2009, con Romário. Foto de Carlos Silva

En 2006, el club vuelve a sus tiempos de gloria, siendo la gran sensación del Campeonato Carioca. hizo la mejor campaña en fases clasificatorias, fue subcampeón de la Taça Guanabara perdiendo la final con Botafogo; también avanza a la semifinal en la Taça Río lo que significó el tercer puesto en el Campeonato Carioca, Con esta campaña, garantizó su presencia en la Copa de Brasil de 2007.
Sin embargo en 2008 America RJ tuvo una de las peores campañas de su historia y descendió a la Serie B Carioca algo que no había ocurrido nunca en más de 100 años de historia, un año después y de la mano de Romário logra el título de la Segunda División Carioca y regresa a la división de honor.
En 2010 el equipo logra un importante título al quedarse con el Torneio João Ellis Filho ganando un torneo oficial estatal después de casi 30 quedando 5 en el computo general del Campeonato Carioca, lo que le valió la clasificación al Campeonato Brasileño de Serie D.
Sin embargo, en 2011 America en medio de una fuerte crisis económica terminó último del torneo estatal descendiendo por segunda vez en la historia, tras cuatro años en la segunda categoría carioca. En 2015, el club continuó jugando la serie estatal B, siendo eliminado en las semifinales de los dos turnos, no obstante hizo la segunda mejor campaña en la competición, clasificándose al triangular final y ganando ascenso a la élite Carioca, después de 4 años en la Segunda División, el 15 de julio de 2015 después de vencer al Americano con un resultado final de 2 a 0 a favor de Mecão. Tras derrotar a Portuguesa en un partido pasado por la lluvia en el Estádio Luso Brasileiro por 2 a 1, America obtuvo el título carioca de Série B de 2015, frente a unas 2.000 personas (1.600 pagantes).
Su regreso a la máxima categoría apenas duraría una temporada, fue último en la Taça Río 2016 y regreso a Serie-B en 2017 se haría con la Taça Corcovado segundo turno de ascenso derrotando al Itaboraí en los penaltis perdería la final de Serie-B con Goytacaz  pero ya había garantizado el ascenso; tras un nuevo descenso en 2018 America recupera la categoría con un nuevo título de Serie-B esta vez en una final "clásica" ante Americano en 2019 registra un nuevo descenso y nuevamente gana su derecho a participar en el Cariocão 2020, tras obtener la Taça Santos Dumont en la primera etapa.

## Datos del Club

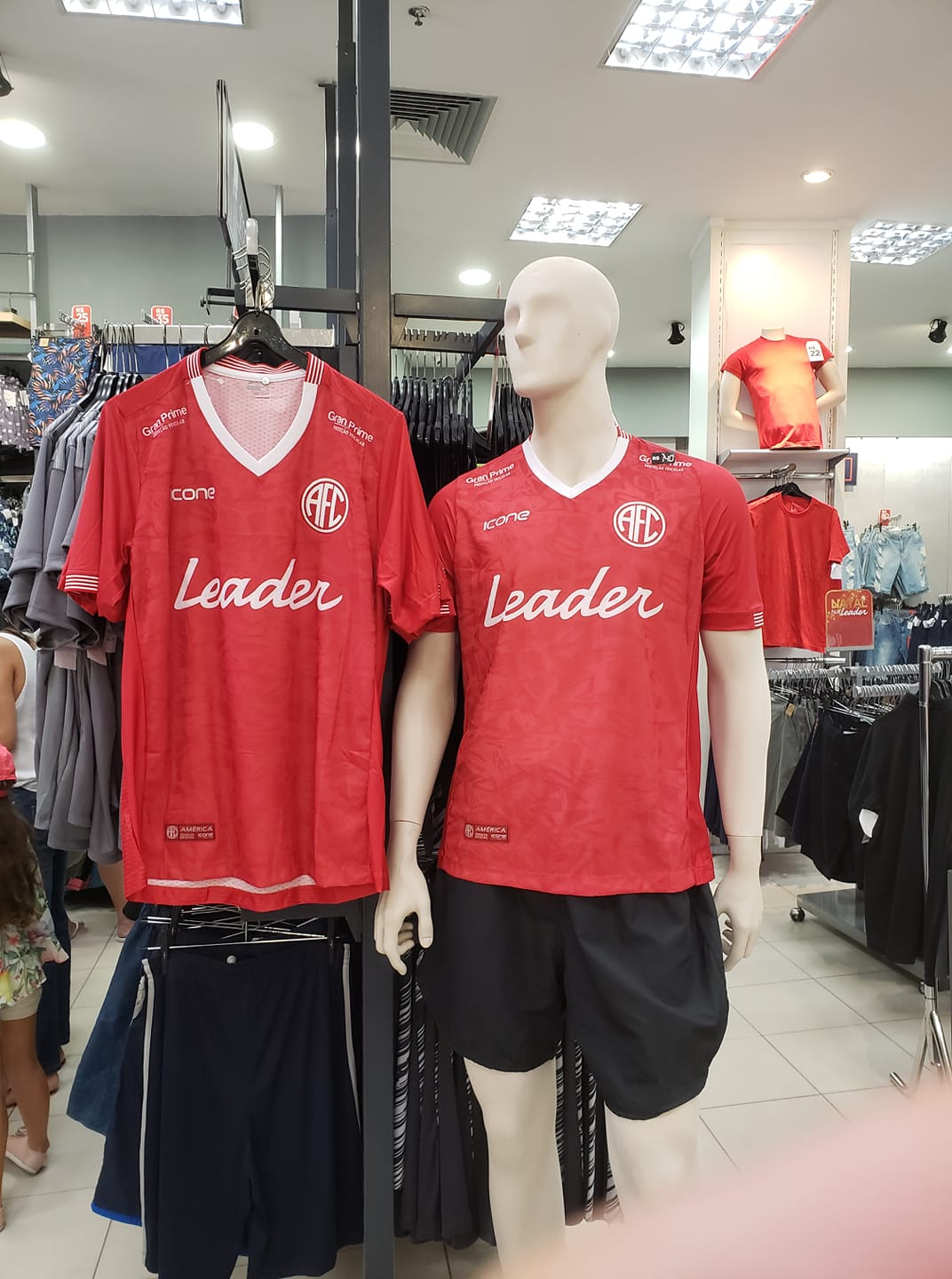
Camiseta de America 2020

- Temporadas en 1.ª: 16 (3.º en 1961 y 1986)
- Temporadas en 2.ª: 16
- Temporadas en 3.ª: 10
- Temporadas en 4.ª: 1
- Mayor goleada a favor en torneos Brasileños:
  - 6-1 Mixto EC, 22 de noviembre de 1979.
  - 5-1 Colorado EC, 30 de abril de 1983.
- Mayor goleada a favor en torneos Cariocas:
  - 11-2 contra Botafogo el 3 de noviembre de 1929.
  - 10-1 contra Haddoc Lobo el 16 de octubre de 1910.
- Máximos goleadores:
  - Luisinho: 311;
  - Edu: 212.
  - Maneco: 187;
  - Plácido: 167;
  - Carola: 158;
  - Chiquinho: 102

## Estadios

### Estadio Wolney Braune
El estadio popularmente conocido como Campo de Andaraí pertenecía al Andarahy Atlético Clube y fue comprado en 1961 por el America Football Club. Fue bautizado Wolney Braune. Su ubicación estaba en la Rua Barão de São Francisco, esquina con la Rua Teodoro da Silva. Su capacidad era de 5000 personas. Varias Remodelaciones sucedieron en el Estadio la primera importante se dio en 1966 y el 19 de abril de 1967 se reapertura con un clásico juvenil entre América y Fluminense empataron 1-1. El estadio sufrió una nueva expansión y fue reabierto el 20 de enero de 1977. En el primer partido América derrotó a Palmeiras (SP) 1-0. En 1993, América vendió su estadio por 13 millones de dólares. En el espacio llegó el Centro Comercial, hoy rebautizado como Boulevard Rio Shopping. El centro comercial fue inaugurado en 1996. A cambio, los inversores construyeron el nuevo estadio de America en Édson Passos.

### Estadio Giulite Coutinho

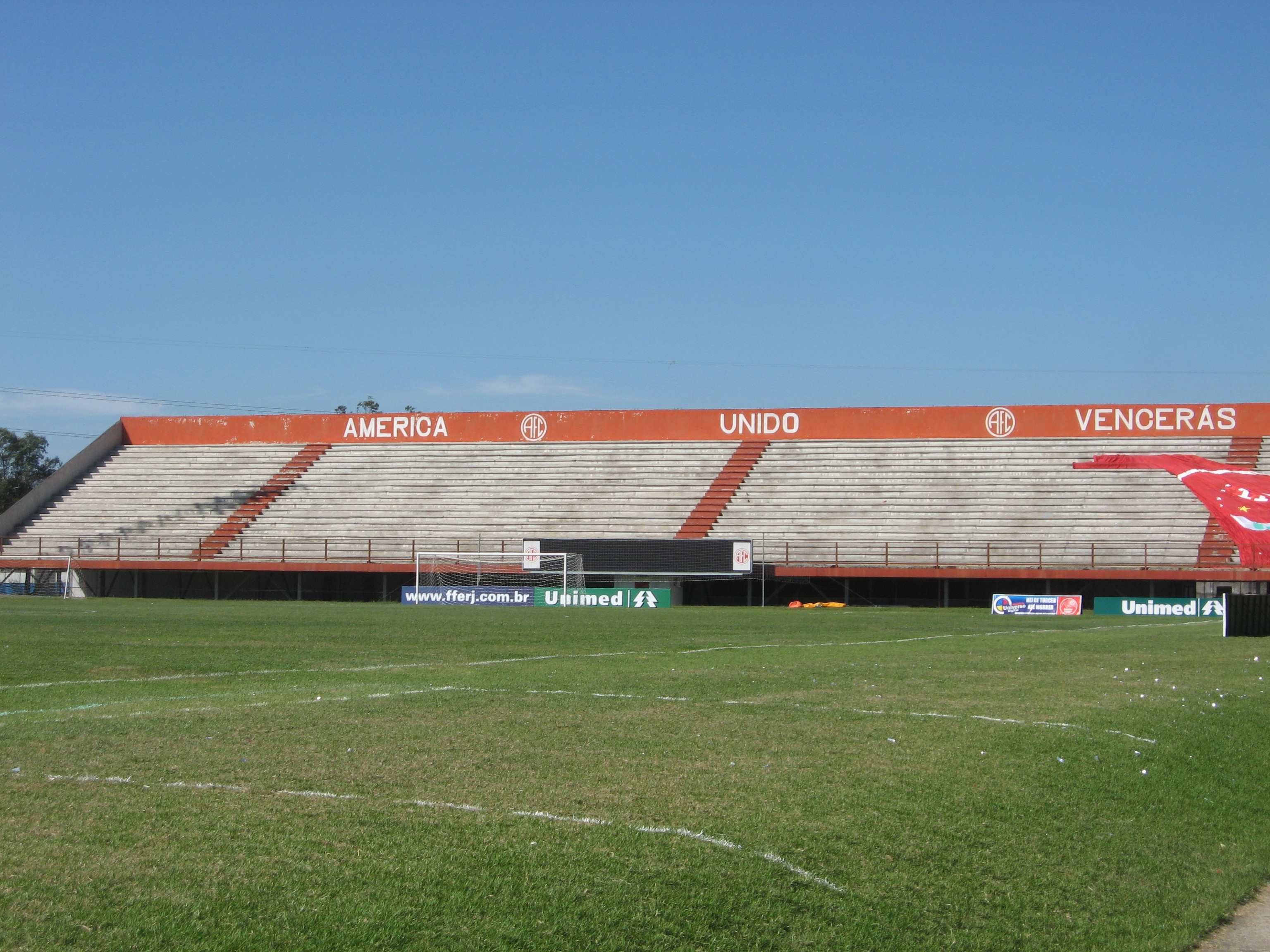
Estadio Giulite Coutinho

El Estadio Giulite Coutinho está localizado en el bairro de Cosmorama municipio de Mesquita, Río de Janeiro, Brasil.
Fue inaugurado el 23 de enero de 2000 con el juego America 3-1 con la Selección Carioca, el atacante Sorato, del America, marcó el primer gol en la historia del estadio. El campo de juego mide 110m x 75m.
La capacidad de público actualmente es de 12.840 espectadores, la asistencia récord fue en un juego entre América 4 y Flamengo 3, com 12.678 espectadores, el día 8 de febrero de 2004. Al final de las obras de ampliación, la capacidad del estadio deberá ser de cerca de 32.000 lugares.
Su nombre se le dio como homenaje a Giulite Coutinho, expresidente del America y de la CBF, que murió el 4 de abril de 2009.

## Palmarés

### Títulos Oficiales
| Competición Nacional               | Títulos | Subcampeonatos |
| ---------------------------------- | ------- | -------------- |
| Torneio dos Campeões de la CBF (1) | 1982    |                |

| Competición Interestadual             | Títulos     | Subcampeonatos |
| ------------------------------------- | ----------- | -------------- |
| Copa de Campeones Río-São Paulo (2/1) | 1917, 1936. | 1932.          |

| Competición Estadual             | Títulos                                    | Subcampeonatos                            |
| -------------------------------- | ------------------------------------------ | ----------------------------------------- |
| Campeonato Carioca (7/7)         | 1913, 1916, 1922, 1928, 1931, 1935 y 1960. | 1911, 1917, 1921, 1929, 1950, 1954 y 1955 |
| Campeonato Carioca-Serie B (3/3) | 2009, 2015, 2018                           | 1906, 2017, 2019                          |
| Taça Guanabara (1/5)             | 1974                                       | 1967, 1975, 1981, 1983, 2006              |
| Taça Río (1)                     | 1982                                       |                                           |
| Torneo Extra (2/2)               | 1938 y 1952                                | 1934 y 1941                               |
| Torneio Relâmpago (1/1)          | 1945                                       | 1943                                      |
| Tercer Turno Carioca (1)         | 1955                                       |                                           |
| Taça Jayme de Carvalho (1)       | 1976                                       |                                           |
| Taça João Ellis Filho (1)        | 2010                                       |                                           |
| Torneo Início (1/4)              | 1949                                       | 1916, 1929, 1934, 1946.                   |
| Torneo Capital-Serie B (1/1)     | 2013                                       | 2015                                      |
| Taça Corcovado-Serie B (1)       | 2017                                       |                                           |
| Taça Santos Dumont-Serie B (1)   | 2019                                       |                                           |

### Torneos amistosos
Nacionales
- Torneo Cuadrangular Costa e Silva (1): 1968
- Torneo Luis Viana Filho (1): 1968

Internacionales
- Torneo Imprenta Peruana (Perú): 1955.[31]
- Cuadrangular Sultana Del Valle (Colombia): 1961.[32] [33]
- Cuadrangular de Medellín (Colombia): 1961.[32] [34]
- International Soccer League II (Estados Unidos): 1962.[35]
- Torneo Internacional Negrão de Lima (Brasil): 1967.[36]
- Taça TAP (Angola): 1973.[37]
- Torneo Costa Dorada (España): 1983.[38]

## Categorías Base
El America Carioca cuenta desde prácticamente su fundación con equipos juveniles que compiten en los diversos torneos realizados en Río de Janeiro, donde ha logrado importantes conquistas que sirvieron durante muchos años para extraer futbolistas exitosos para el primer equipo.
- Campeonato Carioca 2.º Cuadro (6): 1919, 1923, 1926, 1929, 1930, 1932
- Campeonato Carioca de Amateurs (2): 1936, 1940
- Campeonato Carioca de Aspirantes: 1968
- Campeonato Carioca 3.er Cuadro 1918
- Campeonato Carioca Juniores (Sub-20) (6): 1933, 1934, 1935, 1938, 1940 y 1941
- Campeonato Estadual de Juniores de Série B: 2012
- Torneio Início de Juniores: 1953
- Campeonato Carioca Infantojuvenil: 1969 y 1979
- Campeonato Carioca Juvenil: 1991
- Campeonato Carioca Infantil: 1981
- Campeonato Carioca Especial Juvenil (Sub-17): 2013
- Campeonato Carioca Especial Infantil (Sub-15): 2012, 2013
- Taça Fernando Loretti Jr. de Aspirantes: 1944
- Taça Eficiencia: 1936[39]
- Taça Disciplina (6): 1947, 1949, 1965, 1969, 1970 y 1983
- Torneio Ary Barroso (Equipos Mixtos): 1965
- Trofeu ASTA (1): 1975[40]

## Las 10 mejores asistencias de público del America

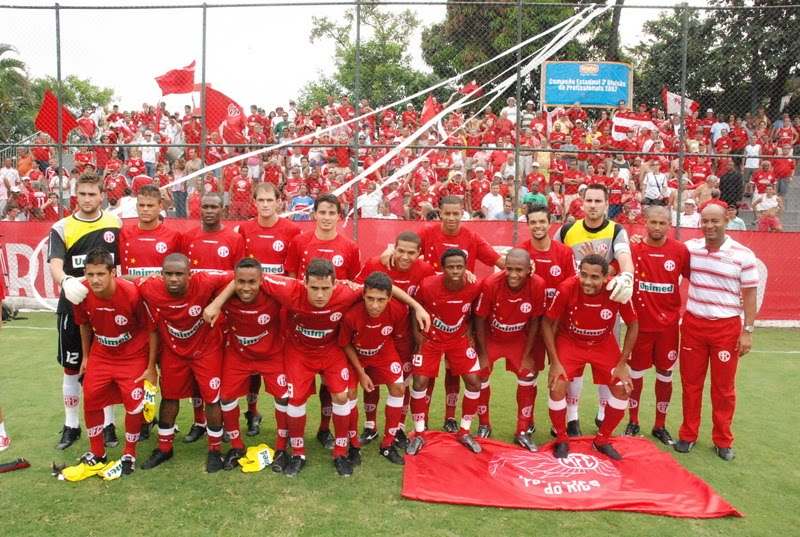
America en 2009, con su hinchada

1. America 0 a 2 Fluminense, 141.689, 9 de junio de 1968;
2. America 1 a 4 Flamengo, 139.599, 4 de abril de 1956;
3. America 1 a 2 Vasco, 121.765, 28 de enero de 1951;
4. America 1 a 0 Flamengo, 104.532, 25 de abril de 1976;
5. America 5 a 1 Flamengo, 100.000, 1 de abril de 1956;
6. America 2 a 1 Fluminense, 98.099, 18 de diciembre de 1960;
7. America 1 a 0 Fluminense, 97.681, 22 de septiembre de 1974;
8. America 0 a 1 Fluminense, 96.035, 27 de abril de 1975;
9. America 1 a 1 Flamengo, 93.393, 19 de mayo de 1969.
10. America 2 a 0 Fluminense, 92.516, 17 de marzo de 1956;